# Angela Procida
Angela Procida (Castellammare di Stabia, 29 giugno 2000) è una nuotatrice e paraciclista italiana.

## Biografia
Nel 2005, all'età di cinque anni, è vittima di un incidente stradale in cui perde il padre ed una delle sorelle, oltre a riportare una lesione midollare che le fa perdere l'uso delle gambe. A partire dal 2014 si avvicina al nuoto paralimpico: fa il suo debutto a livello internazionale cinque anni dopo, ai mondiali di Londra, dove conquista un argento ed un bronzo, rispettivamente nei 50 e nei 100 metri dorso. Nel 2021 partecipa alle Paralimpiadi di Tokyo, dove arriva quinta nei 50 metri dorso e sesta nei 100 metri dorso. Ai mondiali di Funchal 2022 ottiene altre quattro medaglie e conquista il suo primo oro iridato, nei 200 metri stile libero della categoria S2. Contemporaneamente all'attività in vasca inizia a competere anche nel paraciclismo, dove - sempre nel 2022 - si laurea campionessa italiana nella categoria H1.
Nel corso del 2023 partecipa sia ai mondiali di nuoto di Manchester, dove raccoglie due medaglie d'argento nei 50 e nei 100 metri dorso categoria S2, sia ai mondiali di paraciclismo di Glasgow, dove invece conquista un argento nella gara in linea ed un bronzo nella cronometro (gare entrambe valide per la categoria H2).
Nel 2024 prende parte agli europei di nuoto di Funchal, da cui torna con un argento nei 100 metri dorso ed un oro (il primo a livello continentale) nei 50 metri dorso. Sempre nello stesso anno, alle Paralimpiadi di Parigi, conquista il terzo gradino del podio nei 100 metri dorso, ottenendo così il suo primo podio paralimpico.

## Palmarès

### Nuoto paralimpico
Categorie S2, S3, S4
- Giochi paralimpici

Parigi 2024: bronzo nei 100m dorso.
- Campionati mondiali IPC

Londra 2019: argento nei 50m dorso, bronzo nei 100m dorso.
Funchal 2022: oro nei 200m sl, argento nei 50m dorso, bronzo nei 50m rana e nei 100m dorso.
Manchester 2023: argento nei 50m dorso e nei 100m dorso.
- Campionati europei IPC

Funchal 2021: bronzo nei 50m dorso.
Funchal 2024: oro nei 50m dorso, argento nei 100m dorso.

### Paraciclismo
Categorie H1, H2
- Campionati mondiali

Glasgow 2023: argento nella gara in linea (47,3 km), bronzo nella cronometro (10,8 km).